# Fussball-Club Rot-Weiß Erfurt
Il Fussball-Club Rot-Weiß Erfurt e.V. è una società calcistica tedesca di Erfurt, città della Turingia. Nella stagione 2024-2025 milita nella Regionalliga Nordost, una delle quarte divisione del campionato tedesco di calcio, e disputa le partite casalinghe nello Steigerwaldstadion, che può contenere 17.500 spettatori.
In seguito alla nascita della Repubblica Democratica Tedesca il club gioca nella DDR-Oberliga, che il club vince due volte col nome di Turbine Erfurt. Alla riunificazione tedesca il club viene poi ammesso alla 2. Fußball-Bundesliga 1991-1992, dalla quale è però subito retrocesso.
Nella sua storia vanta una partecipazione alla Coppa UEFA, precisamente nell'edizione 1991-1992, da dove viene eliminato al secondo turno.

## Storia

### Dalla fondazione alla seconda guerra mondiale
Il club trae le sue origini da un club di cricket fondato nel 1895 che cambiò nome in SC Erfurt 1895 appena allargò i suoi interessi sportivi. Il club fu uno dei fondatori, nel 1900, della DFB, la federcalcio tedesca, e nel 1904 cominciò a partecipare alla Verband Mitteldeutscher Ballspielvereine (campionato della Germania centrale). Nella stagione 19089-1909 la squadra vinse il campionato regionale ed avanzò fino alle semifinali di quello nazionale, fino a quando non fu eliminato dai futuri campioni del KFC Phönix. Durante il periodo nazista, l'Erfurt giocò alcune stagioni nella Gauliga Mitte, la massima serie del campionato, ma non vinse alcun trofeo.

### Il dopoguerra
Alla fine della seconda guerra mondiale, le autorità alleate chiusero tutte le associazioni, calcistiche comprese. Nel 1946 l'occupazione sovietica divise Erfurt in cinque distretti sportivi. L'''SG Erfurt West'' nacque dove prima c'era l'SC Erfurt 1895 e il VfB Erfurt, per questo motivo infatti alcuni giocatori delle due squadre andarono a militare nella squadra appena nata. I successi arrivarono presto con un'apparizione in finale regionale nel 1948 e con il titolo regionale conquistato l'anno successivo. A questo punto venne proclamata la nascita della Repubblica Democratica Tedesca e della DDR-Oberliga e in seguito, un po' anche a causa degli scarsi risultati conseguiti, la società in pochi anni cambiò nome svariate volte: Fortuna Efurt (1949), KWU Erfurt in (1950) e BSG Turbine Erfurt (1951). Con questo nome il club vinse i titoli del 1954 e del 1955, ma retrocesse per la prima volta in DDR-Liga al termine del campionato 1959. Negli anni sessanta il club andò su e giù tra la prima e la seconda divisione: retrocesse tre volte, ma venne sempre promossa l'anno successivo. Come la maggior parte dei club della DDR, la società soffrì il trasferimento "forzato" dei suoi migliori giocatori verso squadre molto più favorite dai poteri politici che governavano un tempo la nazione.

### Dagli anni '60 agli anni '80

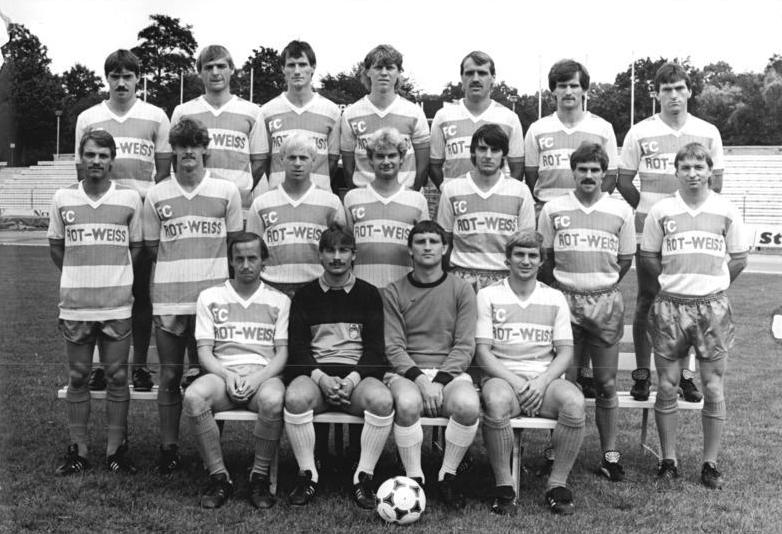
La squadra nel 1986.

Il calcio tedesco orientale andò incontrò a grossi cambiamenti: il più significativo fu quello avvenuto nel 1965, quando le squadre calcistiche vennero separate dagli Sportclub; pertanto le squadre calcistiche del SC Turbine Erfurt e del BSG Optima Erfurt si fusero, il 26 gennaio 1966, con il nome di FC Rot-Weiß Erfurt, mentre le squadre giovanili restarono ai propri club. Il nome Rot-Weiß inizialmente fu un nome inusuale per la Repubblica Democratica Tedesca in quanto non richiamava in alcun modo la tradizione socialista del paese. L'unico risultato importante della squadra durante questi anni fu il raggiungimento della finale di coppa nazionale; la squadra perse 3-1 contro il Carl Zeiss Jena.

### Dalla riunificazione ad oggi
Il 9 novembre 1989 avvenne la caduta del muro di Berlino, che fu poi seguita dalla riunificazione tedesca: al termine della NOFV-Oberliga 1990-1991, conclusa la terzo posto, il club conquistò l'accesso alla 2. Fußball-Bundesliga 1991-1992, dalla quale retrocesse immediatamente. In questa stagione però il Rot-Weiss partecipò alla Coppa UEFA: riuscì a eliminare il Groningen nel primo turno, ma venne eliminato nel successivo dai futuri vincitori dell'Ajax.
L'accorpamento dei due sistemi calcistici di Est e Ovest causò alcuni problemi alle squadre dell'ex Germania Est, e il Rot-Weiss non ne fu esente. Tra gli anni novanta e l'inizio del XXI secolo il Rot-Weiss rimase in Regionalliga, rischiando la retrocessione nel 2001, dalla quale si salvò in quanto venne condannato l'SSV Ulm 1846 per problemi finanziari. Disputò però la 2. Fußball-Bundesliga 2004-2005, ma anche in questo caso non riuscì a salvarsi. Nel 2008 fu poi una dei club ammessi alla nuova 3. Liga, nella quale rimase per dieci edizioni. Nel 2020 il Rot-Weiss si ritrovò però addirittura in quinta divisione, ritrovando comunque la promozione due anni dopo.

## Palmarès

### Competizioni nazionali
- Campionato tedesco orientale: 2

1953-1954, 1954-1955

### Competizioni internazionali
- Coppa Piano Karl Rappan: 2

1985, 1986

### Altri piazzamenti
- Campionato tedesco:

Semifinalista: 1908-1909
- Campionato tedesco orientale:

Secondo posto: 1949, 1950-1951
Terzo posto: 1990-1991
- Coppa della Germania Est:

Finalista: 1949-1950, 1979-1980
Semifinalista: 1972-1973, 1977-1978, 1988-1989

## Statistiche e record

### Partecipazione ai campionati e ai tornei internazionali

#### Campionati nazionali
Il club vanta una lunga permanenza nella DDR-Oberliga, la massima divisione del campionato tedesco orientale; qui vince anche due titoli nazionali. In seguito alla riunificazione tedesca viene ammesso in 2. Bundesliga.
Dalla stagione 1949-1950 alla 2024-2025 compresa il club ha ottenuto le seguenti partecipazioni ai campionati nazionali:
| Livello | Categoria                 | Partecipazioni | Debutto   | Ultima stagione | Totale |
| ------- | ------------------------- | -------------- | --------- | --------------- | ------ |
| 1º      | DDR-Oberliga              | 36             | 1949-1950 | 1989-1990       | 37     |
| 1º      | NOFV-Oberliga             | 1              | 1990-1991 | 1990-1991       | 37     |
| 2º      | 2. Bundesliga             | 2              | 1991-1992 | 2004-2005       | 6      |
| 2º      | DDR-Liga                  | 4              | 1960      | 1971-1972       | 6      |
| 3º      | 3. Liga                   | 10             | 2008-2009 | 2017-2018       | 25     |
| 3º      | NOFV-Oberliga Nordost Süd | 2              | 1992-1993 | 1993-1994       | 25     |
| 3º      | Regionalliga Nordost      | 6              | 1994-1995 | 1999-2000       | 25     |
| 3º      | Regionalliga Süd          | 4              | 2000-2001 | 2003-2004       | 25     |
| 3º      | Regionalliga Nord         | 3              | 2005-2006 | 2007-2008       | 25     |
| 4º      | Regionalliga Nordost      | 5              | 2018-2019 | 2024-2025       | 5      |
| 5º      | Oberliga Nordost Süd      | 2              | 2021-2022 | 2022-2023       | 2      |

#### Tornei internazionali
Nell'unica partecipazione alle competizioni europee la squadra ha eliminato il Groningen ed è stata eliminata nel turno successivo dall'Ajax poi vincitore.
| Categoria                     | Partecipazioni | Debutto   | Ultima stagione |
| ----------------------------- | -------------- | --------- | --------------- |
| Coppa UEFA/UEFA Europa League | 1              | 1991-1992 | 1991-1992       |

## Rosa 2015-2016
| N. |                        | Ruolo | Calciatore         |
| -- | ---------------------- | ----- | ------------------ |
| 1  | Germania (bandiera)    | P     | Philipp Klewin     |
| 3  | Germania (bandiera)    | D     | Sascha Eichmeier   |
| 4  | Germania (bandiera)    | D     | Jannis Nikolaou    |
| 6  | Germania (bandiera)    | D     | André Laurito      |
| 7  | Germania (bandiera)    | C     | Theodor Bergmann   |
| 8  | Turchia (bandiera)     | C     | Okan Aydın         |
| 9  | Turchia (bandiera)     | A     | Tugay Uzan         |
| 10 | Paesi Bassi (bandiera) | A     | Marc Höcher        |
| 11 | Germania (bandiera)    | A     | Patrick Schikowski |
| 13 | Polonia (bandiera)     | C     | Sebastian Tyrała   |
| 14 | Germania (bandiera)    | C     | Julian Löschner    |
| 15 | Germania (bandiera)    | C     | Florian Bichler    |
| 16 | Germania (bandiera)    | P     | Erik Domaschke     |
| 17 | Croazia (bandiera)     | D     | Luka Odak          |

| N. |                                 | Ruolo | Calciatore         |
| -- | ------------------------------- | ----- | ------------------ |
| 18 | Rep. Ceca (bandiera)            | C     | Patrick Twardzik   |
| 19 | Germania (bandiera)             | A     | Otis Breustedt     |
| 20 | Germania (bandiera)             | D     | Fabian Hergesell   |
| 21 | Germania (bandiera)             | D     | Jens Möckel        |
| 22 | Germania (bandiera)             | C     | Christoph Menz     |
| 23 | Germania (bandiera)             | D     | Pablo Pigl         |
| 24 | Germania (bandiera)             | C     | Juri Judt          |
| 25 | Germania (bandiera)             | D     | Mario Erb          |
| 26 | Bosnia ed Erzegovina (bandiera) | C     | Amer Kadric        |
| 27 | Germania (bandiera)             | A     | Carsten Kammlott   |
| 31 | Germania (bandiera)             | P     | Paul Büchel        |
| 33 | Germania (bandiera)             | A     | Sebastian Szimayer |
| 34 | Germania (bandiera)             | D     | Thure Ilgner       |

## Rosa 2014-2015
Rosa aggiornata al 24 gennaio 2015
| N. |                     | Ruolo | Calciatore              |
| -- | ------------------- | ----- | ----------------------- |
| 3  | Germania (bandiera) | D     | Sascha Eichmeier        |
| 4  | Germania (bandiera) | D     | Eric Stelzer            |
| 5  | Germania (bandiera) | D     | Stefan Kleineheismann   |
| 6  | Germania (bandiera) | D     | André Laurito           |
| 7  | Germania (bandiera) | C     | Andreas Wiegel          |
| 8  | Germania (bandiera) | C     | Okan Aydin              |
| 9  | Germania (bandiera) | A     | Simon Brandstetter      |
| 10 | Austria (bandiera)  | C     | Haris Bukva             |
| 11 | Austria (bandiera)  | A     | Christian Falk          |
| 13 | Polonia (bandiera)  | C     | Sebastian Tyrała        |
| 14 | Germania (bandiera) | C     | Kevin Möhwald           |
| 15 | Germania (bandiera) | C     | Sepehr Nikroo           |
| 16 | Francia (bandiera)  | P     | Jean-François Kornetzky |

| N. |                                 | Ruolo | Calciatore                 |
| -- | ------------------------------- | ----- | -------------------------- |
| 17 | Croazia (bandiera)              | D     | Luka Odak                  |
| 18 | Spagna (bandiera)               | A     | Federico Palacios Martínez |
| 21 | Germania (bandiera)             | D     | Jens Möckel                |
| 22 | Germania (bandiera)             | C     | Christoph Menz             |
| 24 | Germania (bandiera)             | D     | Juri Judt                  |
| 25 | Germania (bandiera)             | P     | Philipp Klewin             |
| 26 | Bosnia ed Erzegovina (bandiera) | C     | Amer Kadric                |
| 27 | Germania (bandiera)             | A     | Carsten Kammlott           |
| 28 | Germania (bandiera)             | C     | Leon Packheiser            |
| 31 | Germania (bandiera)             | P     | Paul Büchel                |
| 33 | Germania (bandiera)             | D     | Rafael Czichos             |
| 39 | Germania (bandiera)             | C     | Maik Baumgarten            |